# Akutni holangitis
Akutni holangitis ali ascendentni holangitis vrsta holangitisa (vnetja žolčnih vodov), ki ga običajno povzročijo bakterije, ki zaidejo v žolčne vode iz dvanajstnika (začetnega dela tankega črevesa, v katerega se žolč izliva). Pojavlja se zlasti pri bolnikih z obstrukcijo (oviranim pretokom) žolčnih vodov zaradi različnih vzrokov, najpogosteje pa je vzrok prisotnost žolčnih kamnov.
Akutni holangitis je lahko življenjsko ogrožajoč in velja za nujno zdravstveno stanje. Značilni simptomi so zlatenica, vročina in bolečina v trebuhu; pri hudi obliki bolezni se lahko pojavita tudi znižan krvni tlak in zmedenost. Začetno zdravljenje predstavlja intravensko dajanje tekočin in antibiotikov. Stanje, ki je privedlo do akutnega holangitisa (na primer žolčni kakni ali zoženje žolčnega voda), lahko zahteva dodatne preiskave in zdravljenje, najpogosteje endoskopski poseg za izboljšanje obstrukcije žolčnega voda.
Beseda holangitis izhaja iz grščine; chol- žolč + ang- žila + -itis vnetje.

## Znaki in simptomi
Pri bolniku z akutnim holangitisom lahko se pojavijo bolečina v trebuhu (zlasti v desnem zgornjem kvadrantu trebuha), vročina, mrazenje in splošna utrujenost. Pri nekaterih bolnikih se razvije zlatenica (porumenelost kože in beločnic).
Pri telesnem pregledu sta značilna simptoma zlatenica in otrdelost v zgornjem desnem predelu trebuha. Charcotova triada je nabor treh pogostih simptomov pri akutnem holangitisu: bolečine v trebuhu, zlatenice in vročine. V preteklosti je veljalo, da je Charcotova triada prisotna pri 50–70 % bolnikov z akutnim holangitisom, vendar novejši podatki kažejo, da se pojavi le pri 15–20 % bolnikov. Reynoldsova pentada vključuje poleg simptomov, zajetih v Charcotovi triadi, še septični šok in zmedenost ter napoveduje poslabšanje stanja in razvoj sepse.
Pri starejših bolnikih je lahko simptomatika netipična. Pri njih lahko pride do kolapsa zaradi sepse brez predhodnih simptomov, sicer značilnih za akutni holangitis. Pri bolnikih z vstavljeno opornico v žolčevodu se lahko zlatenica ne pojavi.

## Vzroki
Pri bolnikih z akutnim holangitisom je praviloma prisotna obstrukcija žolčnih vodov, ki jo najpogosteje povzročijo žolčni kamni. Pri 10–30 % bolnikov pa vzrok obstrukcije niso žolčni kamni, temveč benigno zoženje žolčnih vodov, pooperativni zaplet, različni tumorji (rak žolčnih vodov, rak žolčnika, rak Vaterjeve ampule, rak trebušne slinavke, rak dvanajstnika) ali okužba z anaerobnimi bakterijami, kot sta Clostridium in Bacteroides (zlasti pri starostnikih in bolnikih s predhodnim kirurškim posegom na žolčnem traktu).

## Patogeneza
Žolč nastaja v jetrih in omogoča, da se iz telesa izločata holesterol in bilirubin, hkrati pa emulgira maščobe ter jih s tem naredi bolj topne v vodi in pomaga pri njihovi prebavi. Žolč proizvajajo jetrne celice (hepatociti), steka pa se v skupni jetrni vod. Žolč se lahko preko skupnega žolčevoda izloča neposredno v začetni del tankega črevesa, dvanajstnik, lahko pa se skladišči v žolčniku in se od tam izloči po potrebi. V žolčniku se žolč koncentrira. Žolč se v dvanajstnik izloči skozi Vaterjevo ampulo. Na vstopišču skupnega žolčevoda v dvanajstnik se nahaja Oddijev sfinkter, krožna mišica, ki uravnava sproščanje žolča in pankreasovih izločkov v črevesje.
V žolčnem traktu načeloma niso prisotne bakterije. Oddijev sfinkter predstavlja pregrado, ki prepreči, da bi bakterije iz dvanajstnike zašle v žolčevod. V žolčnem traktu je praviloma nizek pritisk (8 do 12 cmH2O) in ta omogoča nemoten pretok žolča. V normalnih razmerah teče žolč enosmerno proti dvanajstniku in tako se morebitne bakterije izplavljajo v tanko črevo. S tem se preprečuje nastanek okužbe znotraj žolčnih vodov. Nadalje imajo zaščitno vlogo sestavine žolča: žolčne soli in imunoglobulini, ki jih izločajo epitelijske celice žolčnih vodov.
Bakterijska kontaminacija žolčnih vodov v odsotnosti obstrukcije (motenega pretoka) običajno ne povzroči holangitisa. Če se pa pritisk v žolčnih vodih poveča (nad 20 cmH2O) zaradi obstrukcije, se razmiki med epitelijskimi celicami žolčnih vodov povečajo in z bakterijami kontaminiran žolč pride v stik s krvnim obtokom. Obstrukcija vpliva tudi na Kupfferjeve celice, specializirane makrofage v žolčnih vodih, ki sicer preprečujejo vstop bakterijam v žolčni trakt. Nadalje povečan tlak v žolčnih vodoh tudi ovira nastajanje imunoglobulinov IgA v žolču. Posledično lahko pride do bakteriemije (prisotnosti bakterij v krvnem obtoku) in ta lahko vodi v sindrom sistemskega vnetnega odziva (SIRS), ki povzroči vročino (pogosto jo spremlja mrazenje), tahikardijo, povečano frekvenco dihanja in povečano koncentracijo belih krvničk; SIRS v prisotnosti suma na okužbo ali potrjene okužbe imenujemo sepsa. Obstrukcija žolčnih vodov ovira imunski sistem pri boju proti okužbam, saj moti delovanje nekaterih imunskih celic (nevtrofilcev) in vpliva na ravni citokinov.
Pri akutnem holangitisu velja, da bakterije izvirajo iz dvanajstnika, iz katerega potujejo navzgor po žolčnih vodih zaradi zmanjšane učinkovitosti Oddijevega sfinktra ob prisotnosti obstrukcije žolčnih vodov. Druge teorije o izvoru bakterij, na primer, da izvirajo iz portalne vene ali da pride do njihove transmigracije iz debelega črevesa, veljajo za manj verjetne.

## Zdravljenje

### Antibiotiki in nadomeščanje tekočin
Holangitis zahteva bolnikov sprejem v bolnišnico. Bolnik prejme intravenske tekočine, zlasti če je njegov krvni tlak nizek. Uvede se tudi antibiotično zdravljenje. Do določitve, kateri patogen povzroča okužbo, je običajno potrebno izkustveno zdravljenje s širokospektralnimi antibiotiki. Pogosto se uporablja kombinacija penicilinskega antibiotika in aminoglikozida; za učinkovitega v večini primerov se je izkazal tudi ciprofloksacin, ki ima glede na profil neželenih učinkov prednost pred aminoglikozidi. Metronidazol se pogosto doda za povečanje učinkovitosti proti anaerobnim bakterijam, zlasti pri zelo bolnih posameznikih ali kadar obstaja večje tveganje, da okužbo povzročajo anaerobne bakterije. Antibiotično zdravljenje običajno traja 7–10 dni. Za zdravljenje nizkega krvnega tlaka so lahko potrebna tudi zdravila za povečanje tlaka (vazopresorji).

### Endoskopija
Za odstranitev vzroka holangitisa je treba pozdraviti prisotno obstrukcijo žolčnih vodov. Običajno se ukrepi za odstranitev obstrukcije po sprejemu bolnika v bolnišnico preloži za 24–48 ur, ko se doseže stabilizacija bolnika in vsaj delno izboljšanje vnetja zaradi delovanja antibiotikov. Lahko pa je stanje urgentno oziroma se kljub ustrezni terapiji poslabšuje in je potreben takojšnji poseg za ublažitev obstrukcije. Pri okoli 15 % bolnikov se z antibiotičnim zdravljenjem ne doseže ublažitev vnetja.
Najpogosteje se za odstranitev blokade žolčnih vodov uporablja endoskopska retrogradna holangiopankreatografija (ERCP). Gre za endoskopski poseg, pri katerim se vstavi sonda v dvanajstnik skozi želodec, v Vaterjevo ampulo se vbrizga kontrastno sredstvo, nato se skozi Vaterjevo ampulo sonda nadalje vstavi v žolčevod. Običajno se izvede sfinkterotomija (majhna zareza v Oddijev sfinkter), ki olajša iztok žolča iz žolčevoda in omogoči vstavitev instrumenta v žolčevod, s katerim se odstranijo žolčni kamni iz njega. Žolčni kamni se lahko odstranijo z neposrednim izsesanjem skozi sondo ali z uporabo določenih inštrumentov, kot so košarice ali baloni, s katerimi jih povlečejo iz žolčevoda v dvanajstnik. Pri večjih kamnih je lahko potrebno njihovo drobljenje s posebnim inštrumentom, imenovanim litotriptor. Kamne, ki so preveliki za neposredno odstranitev ali mehanično drobljenje z metodo ERCP, lahko zdrobijo s pomočjo zunajtelesne litotripsije z udarnimi valovi. Pri tej metodi se uporabijo akustični udarni valovi zunaj telesa. Postopek ERCP omogoča vstavitev tudi opornice v zožen predel žolčevoda, če je potrebno.

## Prognoza
Akutni holangitis predstavlja znatno tveganje za smrtni izid. Glavni vzrok smrti je nereverzibilni cirkulatorni šok z večorgansko odpovedjo, kar je nasploh možen zaplet hudih okužb. Napredek v diagnostiki in zdravljenju je privedel do zmanjšane smrtnosti; pred letom 1980 je bila 50-odstotna, kasneje pa se je znižala na 10–30 %. Pri bolnikih z večorgansko odpovedjo je veliko tveganje za smrt, če ne prejmejo pravočasno drenaže žolčevoda in sistemskega antibiotičnega zdravljenja. Druga možna vzroka smrti hudega holangitisa sta še srčna odpoved in pljučnica.
Dejavniki tveganja za smrti izid vključujejo starost, ženski spol, prisotnost jetrne ciroze, zožitev žolčnih vodov zaradi rakave bolezni, akutno ledvično bolezen in prisotnost ognojkov v jetrih. Možni zapleti hudega holangitisa zajemajo ledvično odpoved, dihalno odpoved (nezmožnost dihal za oksigenacijo krvi in/ali odstranjevanje ogljikovega dioksida iz nje), srčne aritmije, okužbo rane, pljučnico, krvavitev iz prebavil in ishemijo miokarda (nezadostno prekrvljenost srčne mišice, kar lahko povzroči srčno kap).

## Epidemiologija
V zahodnem svetu ima v žolčniku žolčne kamne okoli 15 % ljudi, vendar jih večina nima simptomov in se ne zavedajo njihove prisotnosti. V obdobju približno deset let doživi 15–26 % ljudi z žolčnimi kamni eno ali več epizod žolčnih kolik (krčevita bolečina v trebuhu zaradi krčenja žolčevoda, ki je posledica prehoda žolčnega kamna od žolčnika proti dvanajstniku); pri 2–3 % pride do zapletov zaradi obstrukcije: akutnega pankreatitisa, holecistitisa ali akutnega holangitisa. Razširjenost žolčnih kamnov se veča s starostjo in indeksom telesne mase (označevalcem debelosti). Povečano tveganje za nastanek žolčnih kamnov je tudi pri osebah, ki hitro izgubijo telesno težo (npr. po bariatrični operaciji), saj se pri njih spremeni sestava žolča. Žolčni kamni se nekoliko pogosteje pojavljajo pri ženskah, nosečnost nadalje poveča tveganje.